# 鍵田町 (名古屋市)
鍵田町（かぎたちょう）は、愛知県名古屋市瑞穂区の地名。現行行政地名は鍵田町1丁目及び鍵田町2丁目。住居表示未実施地域。

## 地理
名古屋市瑞穂区南部に位置する。東は瑞穂通、西は井戸田町、南は姫宮町、北は神前町に接する。

## 歴史

### 地名の由来
瑞穂町の旧字鍵田による。当地を流れていた川がカギ形であったことに由来するという。

### 沿革
- 1945年（昭和20年）9月26日 - 瑞穂区瑞穂町字向畑・井戸田・鍵田・柳縄手・松山・下畔の各一部により、同区鍵田町1～2丁目として成立[1]。

## 世帯数と人口
2019年（平成31年）3月1日現在の世帯数と人口は以下の通りである。
| 町丁   | 世帯数  | 人口  |
| ------ | ------- | ----- |
| 鍵田町 | 246世帯 | 524人 |

### 人口の変遷
国勢調査による人口の推移
| 1950年（昭和25年） | 279人 | [ 9 ]  |  |
| 1955年（昭和30年） | 481人 | [ 9 ]  |  |
| 1960年（昭和35年） | 628人 | [ 10 ] |  |
| 1965年（昭和40年） | 894人 | [ 10 ] |  |
| 1970年（昭和45年） | 878人 | [ 11 ] |  |
| 1975年（昭和50年） | 895人 | [ 11 ] |  |
| 1980年（昭和55年） | 727人 | [ 12 ] |  |
| 1985年（昭和60年） | 641人 | [ 12 ] |  |
| 1990年（平成2年）  | 594人 | [ 13 ] |  |
| 1995年（平成7年）  | 560人 | [ 14 ] |  |
| 2000年（平成12年） | 497人 | [ 15 ] |  |
| 2005年（平成17年） | 524人 | [ 16 ] |  |
| 2010年（平成22年） | 518人 | [ 17 ] |  |

## 学区
市立小・中学校に通う場合、学校等は以下の通りとなる。また、公立高等学校に通う場合の学区は以下の通りとなる。なお、小学校は学校選択制度を導入しておらず、番毎で各学校に指定されている。
| 小学校                                      | 中学校                 | 高等学校 |
| ------------------------------------------- | ---------------------- | -------- |
| 名古屋市立瑞穂小学校 名古屋市立井戸田小学校 | 名古屋市立津賀田中学校 | 尾張学区 |

## 施設
- 名古屋国道工事事務所[7]北緯35度7分12.6秒 東経136度56分2.4秒 / 北緯35.120167度 東経136.934000度

## その他

### 日本郵便
- 郵便番号 : 467-0833[4]（集配局：瑞穂郵便局[20]）。